# United Bank of India
United Bank of India est une banque dont le siège social est situé à Calcutta en Inde. Elle est créée en 1950 par la fusion de 4 banques. Elle est détenue par l'état indien depuis sa nationalisation en 1969.

## Histoire
En août 2019, le gouvernement indien annonce la fusion de Punjab National Bank avec Oriental Bank of Commerce et United Bank of India, qui prend effet en avril 2020, créant le deuxième plus grand groupe bancaire public du pays avec 11 000 agences et 13 000 distributeurs automatiques.